# Mark H. Gelber

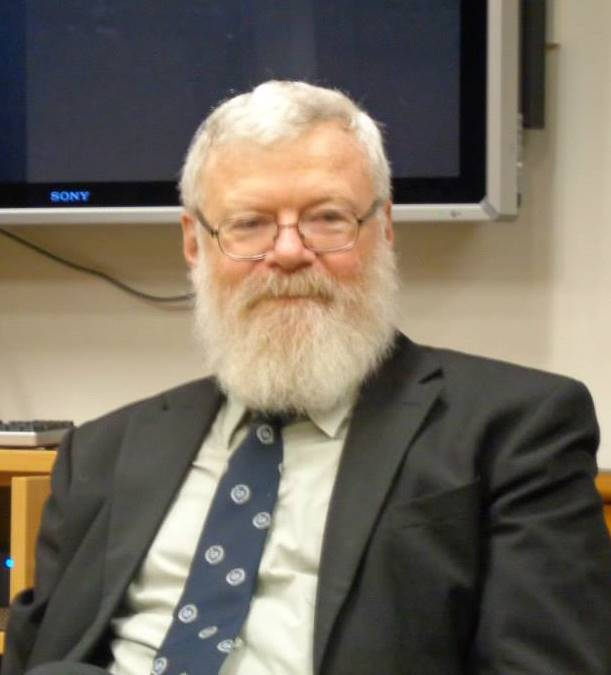
Mark H. Gelber (2013)

Mark H. Gelber (geboren 21. Januar 1951 in New York City) ist ein US-amerikanischer Literaturwissenschaftler.

## Leben
Mark H. Gelber studierte Literaturwissenschaft und Germanistik an der Wesleyan University (B.A. 1972) und an der Yale University (M.A. 1974; M. Phil. 1979) und wurde 1980 mit der Dissertation Aspects of Literary Anti-Semitism: Dickens and Freytag promoviert.
Gelber ging 1980 für Postdoc-Studien an die Ben-Gurion-Universität im Negev (BGU) nach Israel. Er blieb an der Universität und wurde Hochschullehrer. Er leitet an der BGU seit 2008 das Research Center for Austrian and German Studies. Gelber nahm eine Vielzahl von Gastdozenturen in Europa und den USA wahr. Er forscht insbesondere zur jüdischen Literaturgeschichte in Europa. Im Jahr 1985 erschien sein Artikel What is Literary Anti-Semitism? in der wissenschaftlichen Zeitschrift Jewish Social Studies.
Gelber richtete 1998 die Internationale Sommeruniversität für Hebräisch, Jüdische Studien und Israelwissenschaften in Beer Sheva ein, die bis 2004 und dann noch einmal 2009 durchgeführt wurde. Im Jahr 2001 wurde Gelber in die Deutsche Akademie für Sprache und Dichtung (Darmstadt) gewählt. Er gehörte 1996 und 2000 der Jury des Israel-Preises an. Zu seinen vielfältigen wissenschaftlichen Verpflichtungen gehört auch ein Sitz im wissenschaftlichen Beraterkreis der  Österreichischen Exilbibliothek. Gelber ist seit 2009 Mitglied des Vorstands der Jerusalemer Leo Baeck Instituts.
Gelber gab 1986 eine Festschrift für Solomon Liptzin heraus.
Er forscht zu Stefan Zweig und organisierte 1992 in Salzburg einen Kongress. Ebenso arbeitet er zu Franz Kafka, er organisierte 1999 eine internationale Konferenz unter dem Titel Ich bin Ende oder Anfang: Kafka, Zionism and Beyond und war Mitorganisator der Konferenz Kafka after Kafka im Jahr 2015 in Beer Sheva.
Im Jahr 2007 wurde in Bielefeld erstmals eine internationale Konferenz zum Thema Literarischer Antisemitismus durchgeführt. Im Jahr 2010 organisierte Gelber die Konferenz Dreißig Jahre deutsch-jüdische Studien, die in Beer Sheva und Jerusalem tagte.

## Schriften (Auswahl)
- An Alternate Reading of the Role of the Jewish Scholar in Gustav Freytag’s Soll und Haben. In: The Germanic Review, Bd. LVIII, Nr. 2, 1983, S. 83–88
- What is Literary Anti-Semitism? In: Jewish Social Studies, Columbia University, 47, 1, 1985, S. 1–20
- (Hrsg.): Identity and Ethos: A Festschrift for Sol Liptzin on the Occasion of His 85th Birthday. New York : Peter Lang, 1986, ISBN 3-89693-266-7
- (Hrsg.): Stefan Zweig heute. New York : Peter Lang, 1987
- 1916 The first issue of Martin Buber's German-Jewish journal „Der Jude“ appears. In: Sander L. Gilman, Jack Zipes (Hrsg.): Yale companion to Jewish writing and thought in German culture 1096–1996. New Haven : Yale Univ. Press, 1997, S. 343–347
- Melancholy pride : nation, race, and gender in the German literature of cultural zionism. Tübingen : Niemeyer, 2000, ISBN 978-3-484-65123-4
- Literarischer Antisemitismus nach der Schoa aus vergleichender Perspektive: Paul de Man und Mel Gibsons „Passion“. In: Klaus-Michael Bogdal, Klaus Holz, Matthias N. Lorenz (Hrsg.): Literarischer Antisemitismus nach Auschwitz. Stuttgart : J.B. Metzler 2007, ISBN 978-3-476-02240-0, S. 75–84
- (Hrsg.): Theodor Herzl: from Europe to Zion. Conditio Judaica ; 67, 2007
- mit Jakob Hessing, Robert Jütte (Hrsg.): Integration und Ausgrenzung: Studien zur deutsch-jüdischen Literatur- und Kulturgeschichte von der Frühen Neuzeit bis zur Gegenwart; Festschrift für Hans Otto Horch zum 65. Geburtstag. Walter de Gruyter, 2009, ISBN 978-3-484-62006-3.
- Schachnovelle. In: Dan Diner (Hrsg.): Enzyklopädie jüdischer Geschichte und Kultur (EJGK). Band 5: Pr–Sy. Metzler, Stuttgart/Weimar 2014, ISBN 978-3-476-02505-0, S. 335–339.
- Stefan Zweig, Judentum und Zionismus. Innsbruck : Studien-Verlag, 2014, ISBN 978-3-7065-5303-2
- mit Birger Vanwesenbeeck (Hrsg.): Stefan Zweig and world literature: twenty-first century perspectives, Camden House, Rochester (New York), 2014, ISBN 1-57113-924-9
- Literarischer Antisemitismus. In: Hans Otto Horch (Hrsg.): Handbuch der deutsch-jüdischen Literatur. Berlin : de Gruyter, 2016, ISBN 978-3-11-028256-6, S. 38 f.